# Philippe Labbe
Philippe Labbe (Bourges, 10 de julio de 1607 - París, 16 de marzo de 1667) fue un jesuita y prolífico escritor francés. 
Profesor de humanidades, filosofía y teología en Caen, Bourges y en el Colegio de Clermont de París, tenía «una memoria prodigiosa, una erudición muy variada y un ardor infatigable por el trabajo»;
está considerado junto con Petavius como el más notable de los jesuitas franceses. 
Sin contar la ingente cantidad de anotaciones aparecidos tras su muerte, dejó escritas 82 obras de los más diversos temas: historia, geografía, epigrafía, numismática, gramática o poesía latina, además de recopilaciones bibliográficas y conciliares. 
Entre sus trabajos publicados cabe destacar:
- Concordia sacræ et profanæ chronologiæ annorum 5691 ab orbe condito ad hunc Christi annum 1638 (1638)
- La Géographie royale (1646)
- Trirocinium Linguæ Græcæ (1648)
- De Byzantinæ historiæ scriptoribus (1648)
- Bibliotheca antijanseniana (1654)
- Bibliotheca bibliothecarum (1664)
- Sancrosancti Oecumenici Tridentini Concilii ... canones et decreta (1667)
- Sacrosancta concilia ad regiam editionem exacta (continuada por Gabriel Cossart).